# Élections législatives belges de 1950
Les élections législatives du 4 juin 1950 permirent de renouveler la Chambre des représentants de Belgique ainsi que le Sénat.
Cette élection est un cas unique dans l'histoire politique belge contemporaine. En effet, le PSC est non seulement le grand vainqueur indiscuté, mais il arrive à obtenir la majorité absolue des sièges. Il formera donc un gouvernement exclusivement social-chrétien. Cela reste, à ce jour, le dernier cas dans la politique belge. 

## Résultats

### Chambre des représentants

#### À l'échelle du Royaume[1]
|                      |                                  |           |           |           |        |               |
| Parti                | Parti                            | Voix      | Voix      | Voix      | Sièges | Sièges        |
| Parti                | Parti                            | Voix      | %         | +/-       | Sièges | +/-           |
|                      | Parti Social-Chrétien (PSC/CVP)  | 2 356 608 | 47,68     | 4,13      | 108    | 3             |
|                      | Parti Socialiste Belge (PSB/SP)  | 1 705 781 | 34,51     | 4,76      | 73     | 7             |
|                      | Parti Libéral (PL/LP)            | 556 102   | 11,25     | 4         | 20     | 9             |
|                      | Parti Communiste Belge (PCB/KPB) | 234 541   | 4,75      | 2,74      | 7      | 5             |
|                      | Cartel Libéral-Social            | 87 252    | 1,77      | Nv.       | 4      | Nv.           |
|                      | Cosmocraten                      | 1 535     | 0,03      | 0,02      | 0      | en stagnation |
|                      | Parti Patriotique Belge          | 656       | 0,01      | 0,01      | 0      | en stagnation |
|                      | Isolés                           | 332       | 0,01      | 0,12      | 0      | en stagnation |
| Total                | Total                            | 4 942 807 | 4 942 807 | 4 942 807 | 212    | 212           |
| Electeurs inscrits   | Electeurs inscrits               | 5 635 452 | 5 635 452 | 5 635 452 |        |               |
| Votes déposés        | Votes déposés                    | 5 219 278 | 92,62     | 1,79      |        |               |
| Votes blancs et nuls | Votes blancs et nuls             | 276 471   | 5,30      | 0,1       |        |               |

### Sénat
| Parti                   | Parti                     | Voix      | %    | Sièges | +/– |
| ----------------------- | ------------------------- | --------- | ---- | ------ | --- |
|                         | PSC-CVP                   | 2 347 242 | 47,8 | 90     | 0   |
|                         | PSB-BSP                   | 1 691 797 | 34,4 | 37     | +4  |
|                         | PL-LP                     | 549 344   | 11,2 | 10     | -4  |
|                         | PCB-KPB                   | 236 492   | 4,8  | 3      | -2  |
|                         | Cartel libéral-socialiste | 86 801    | 1,8  | 0      | 0   |
|                         | Autres partis             | 262       | 3,1  | 0      | 0   |
|                         | Blancs et non valides     |           | –    | –      | –   |
|                         | Total                     | 4 911 938 | 100  | 140    | -2  |
| Source: Nohlen & Stöver |                           |           |      |        |     |